# Anthaxia
Anthaxia es un género de escarabajos de la familia Buprestidae.
Hay más de 700 especies distribuidas por todo el mundo, excepto Australasia.

## Ejemplares del género

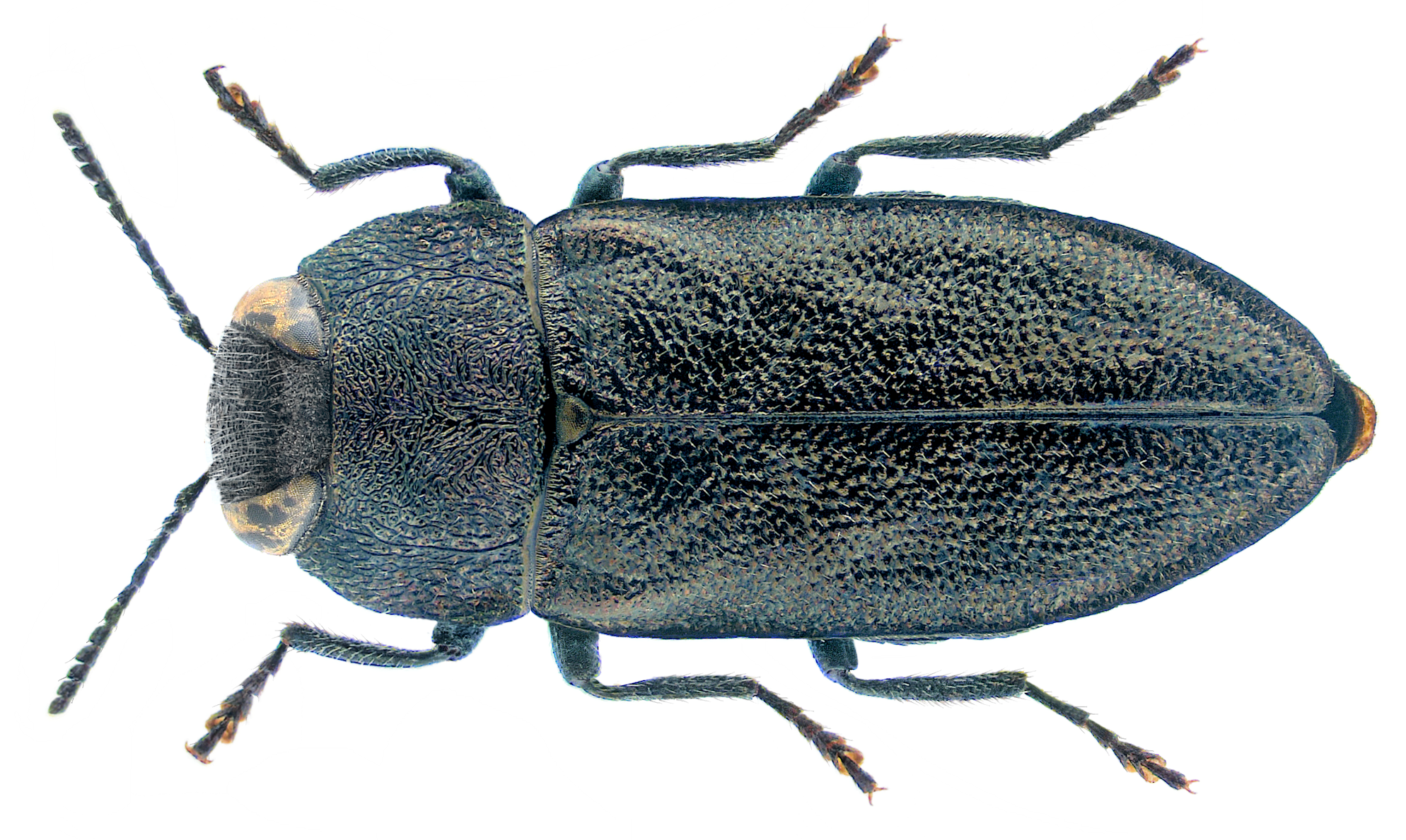
Anthaxia morio
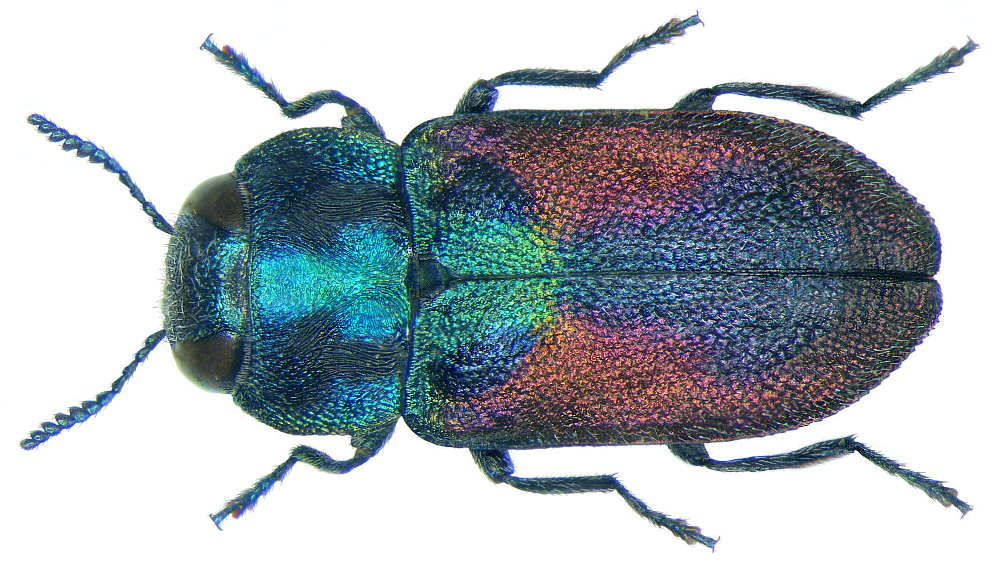
Anthaxia brevis
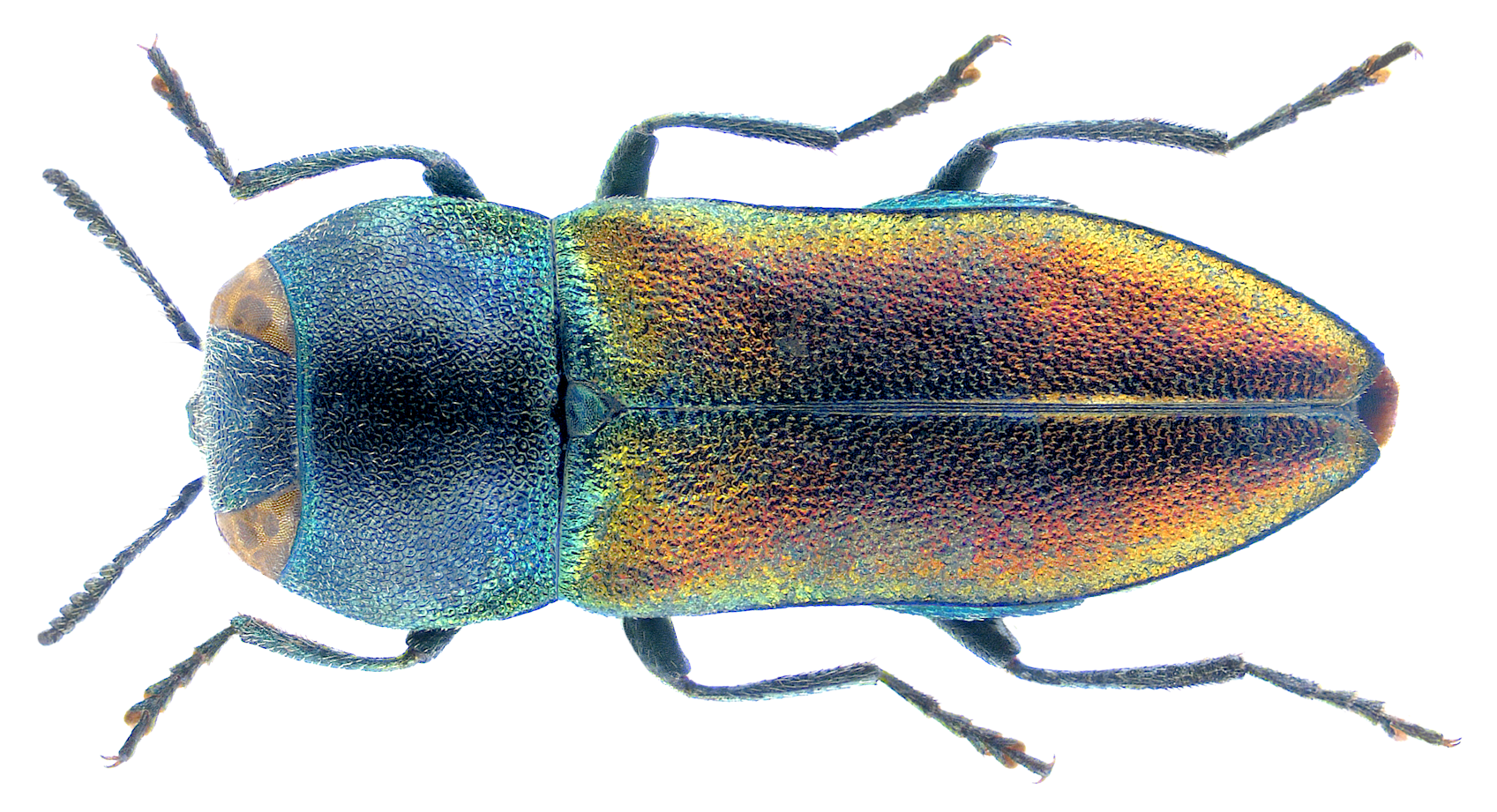
Anthaxia cichorii
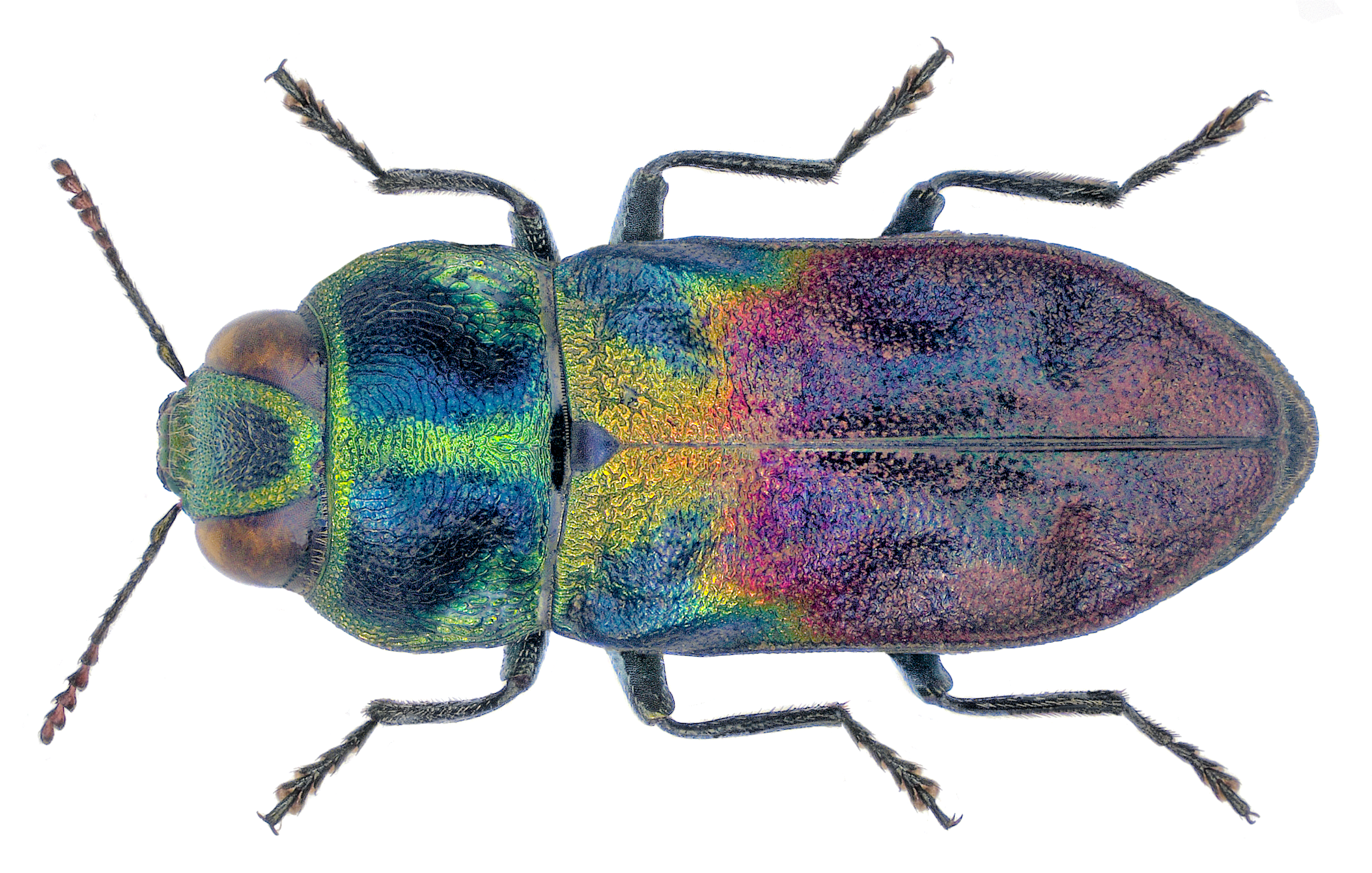
Anthaxia dimidiata
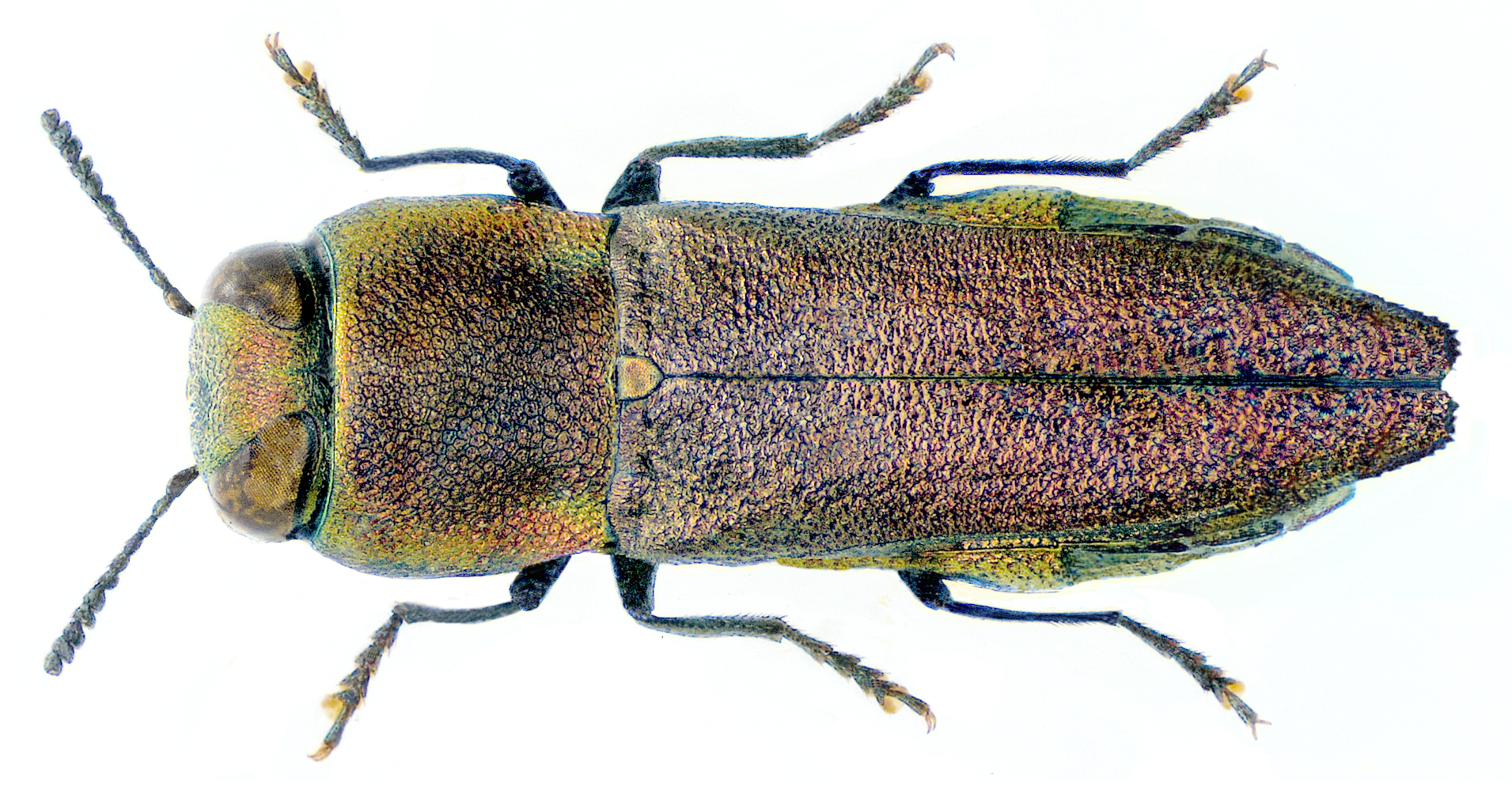
Anthaxia protractula
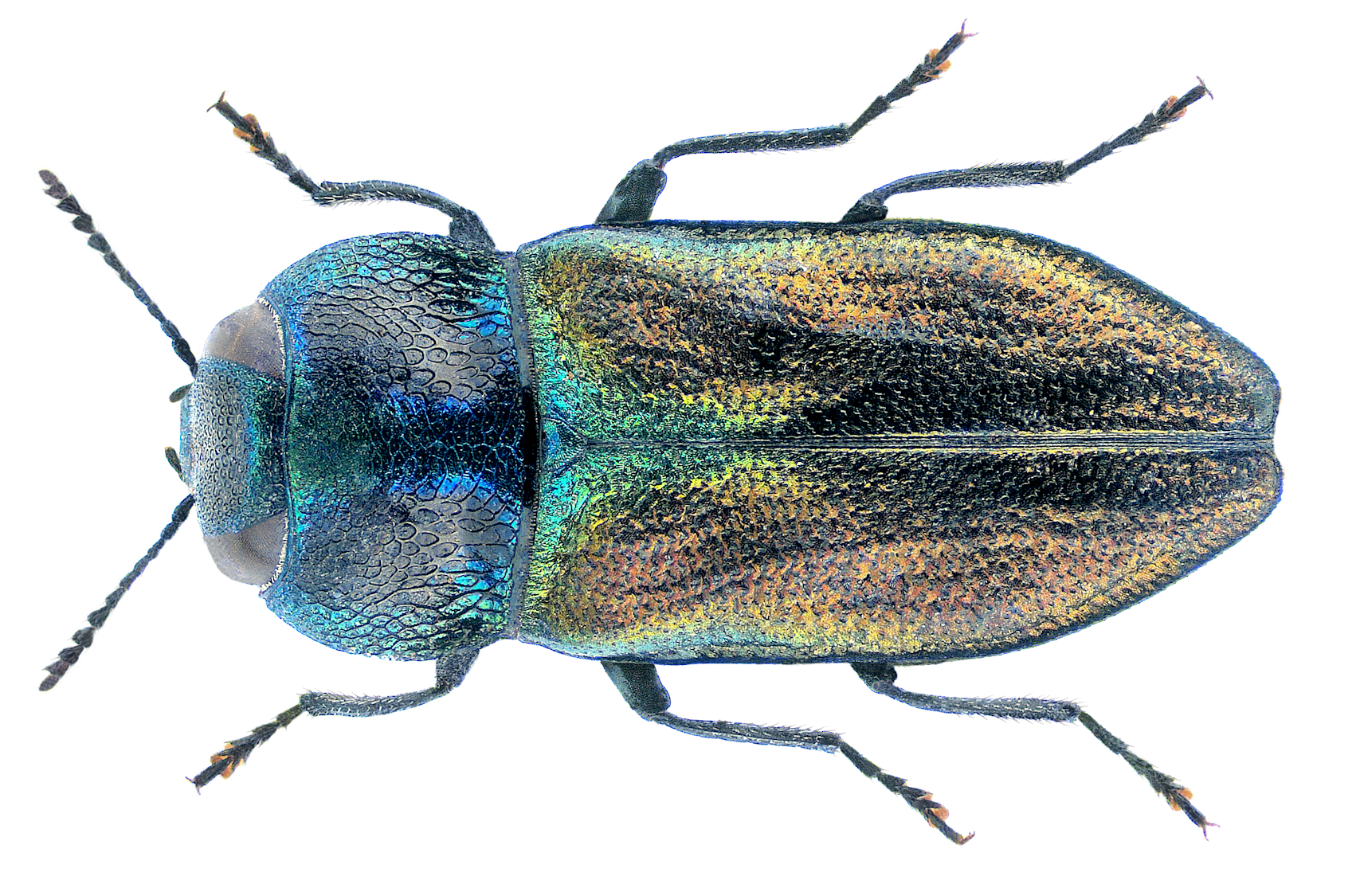
Anthaxia podolica
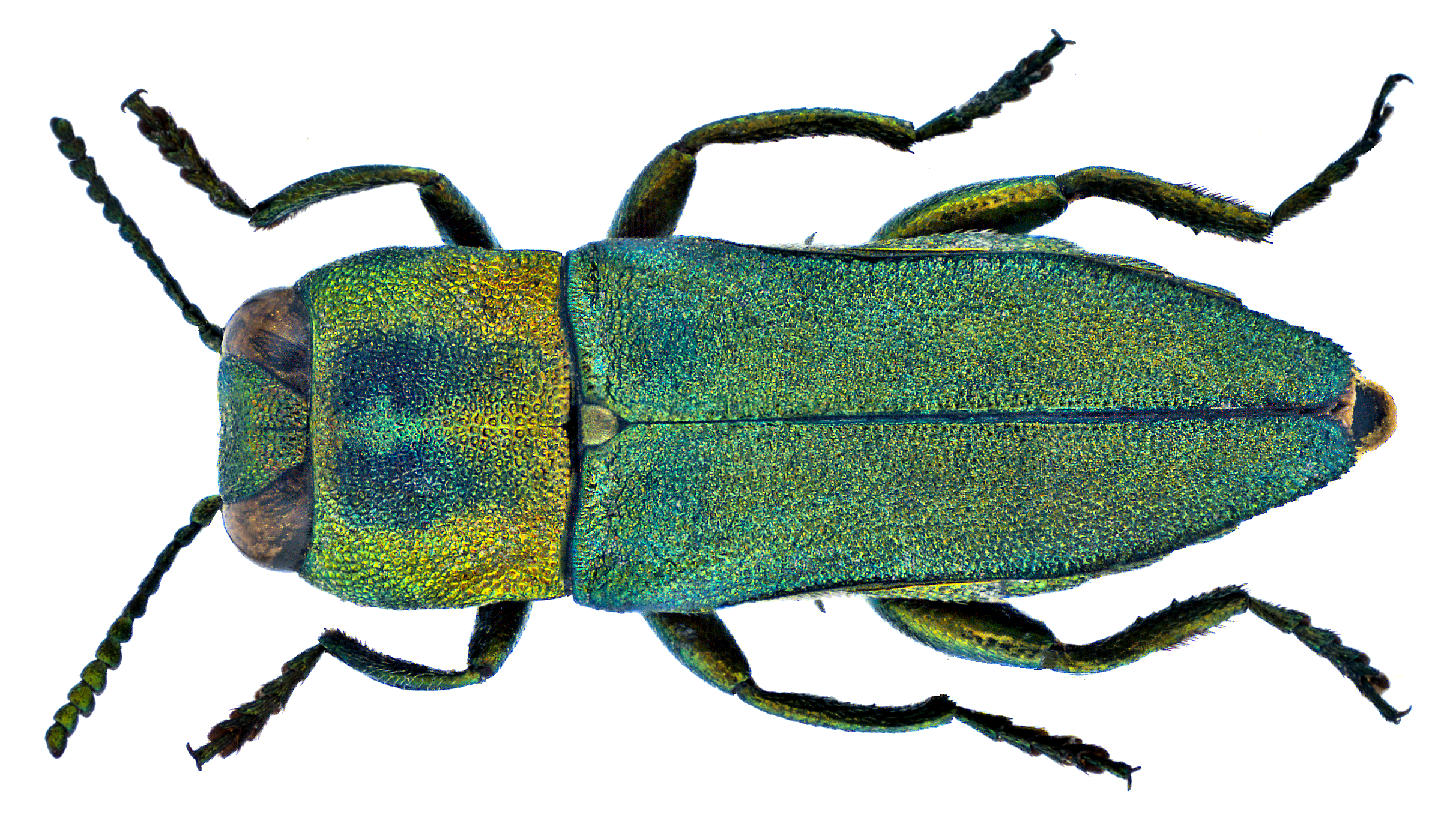
Anthaxia diadema
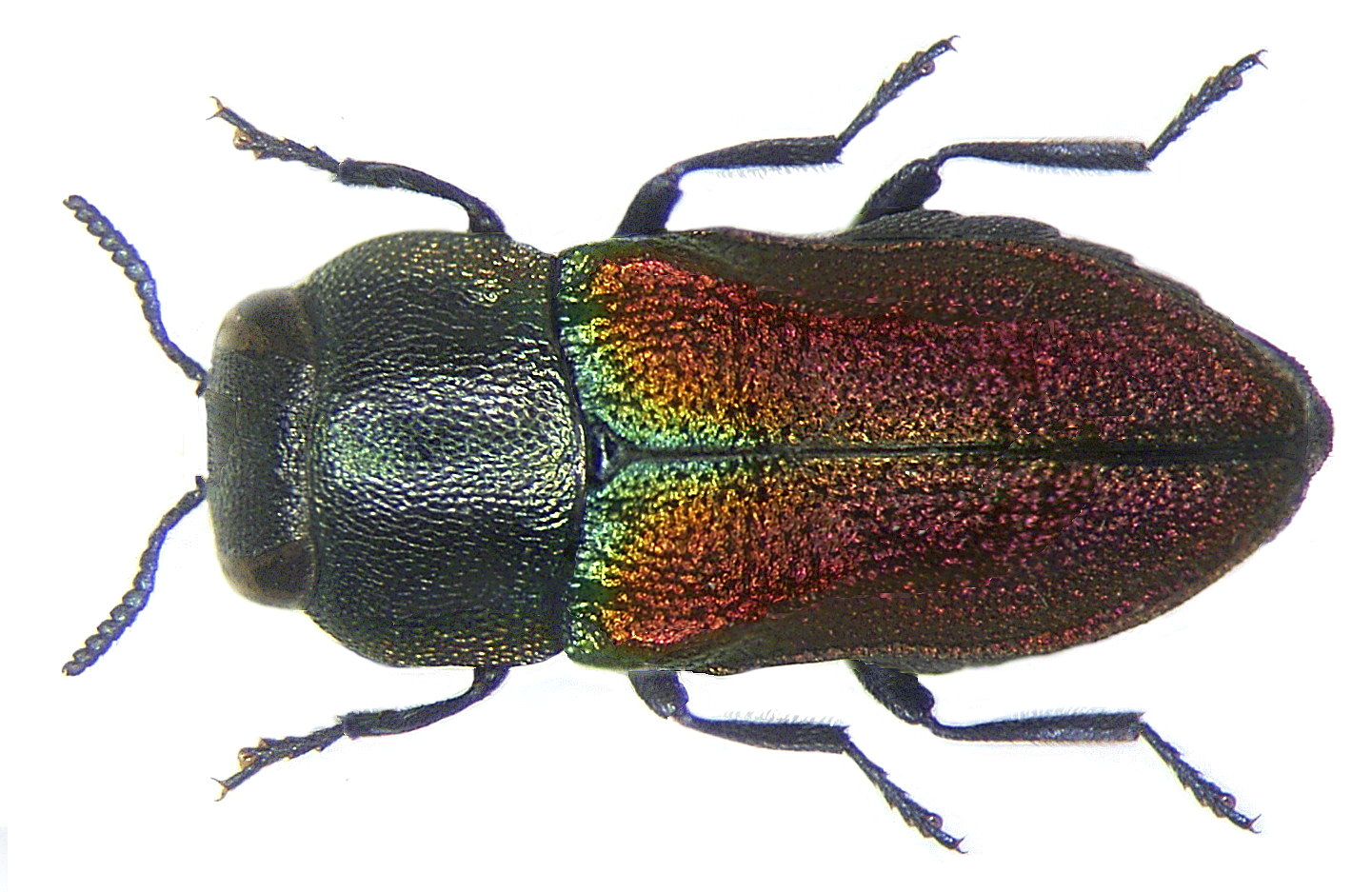
Anthaxia praeclara
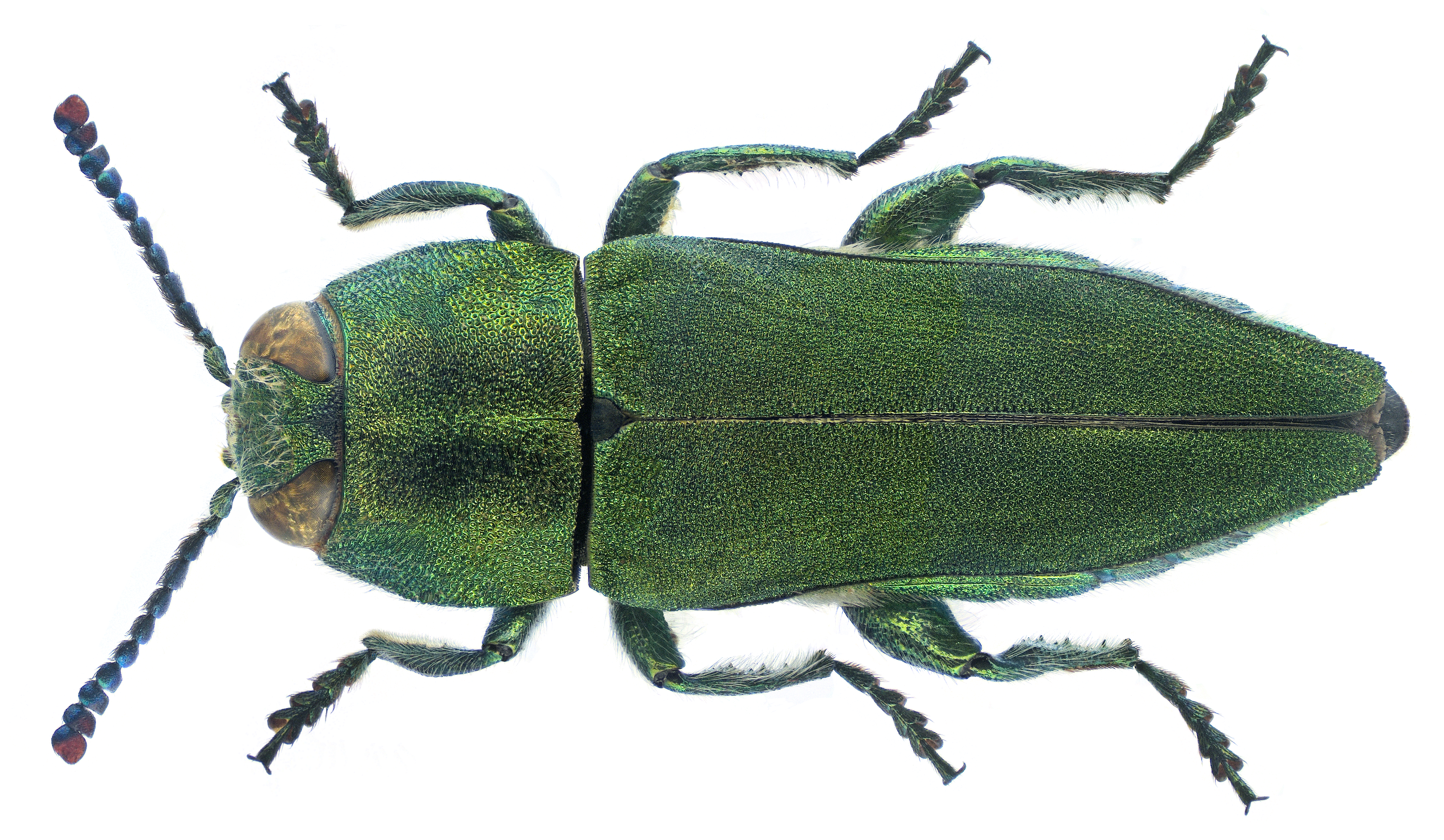
Anthaxia hungarica
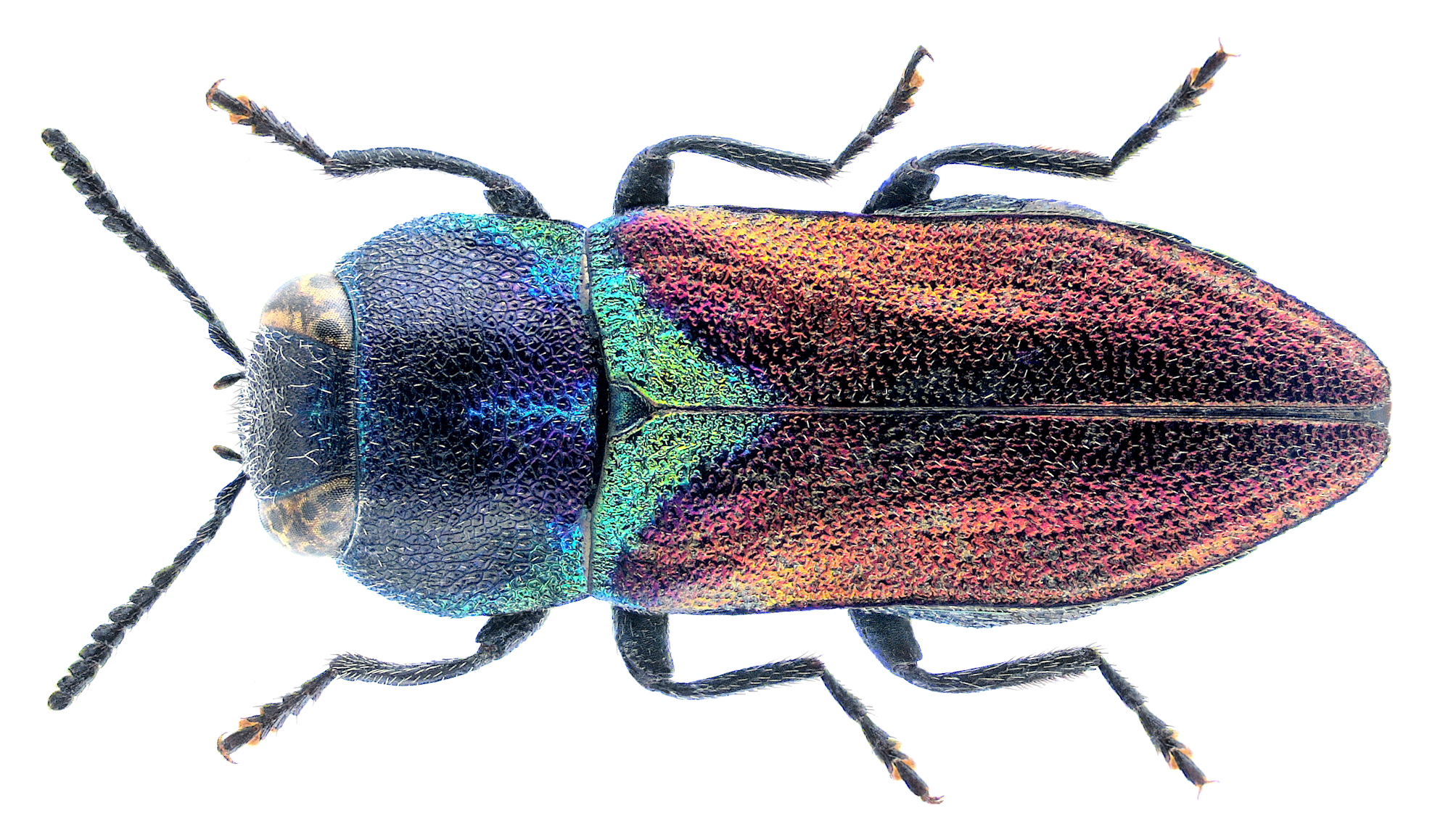
Anthaxia scutellaris
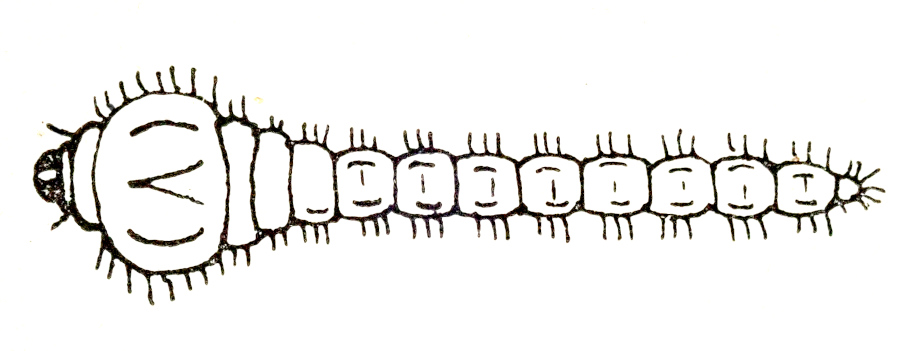
Anthaxia, larva
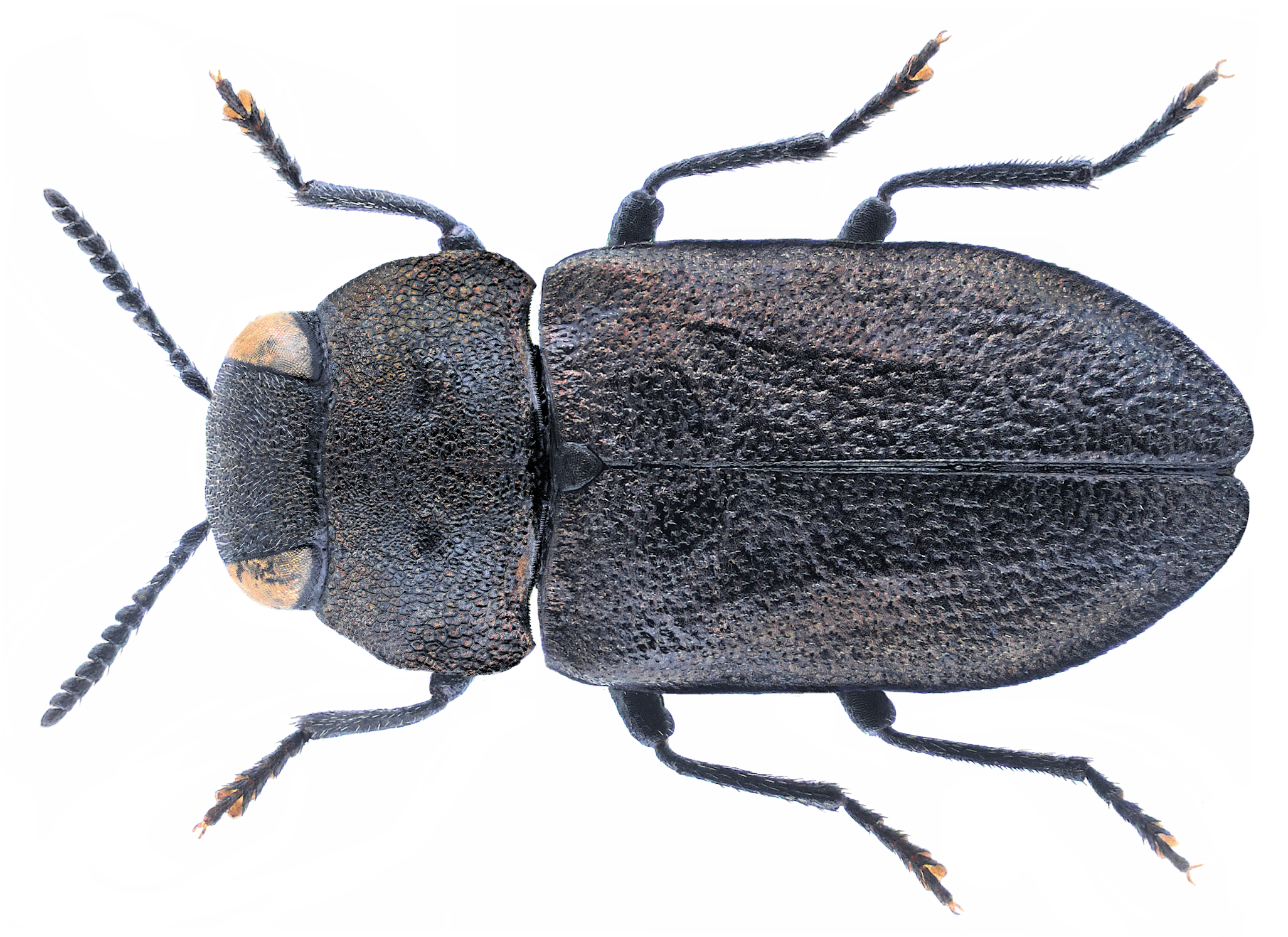
Anthaxia frankenbergeri
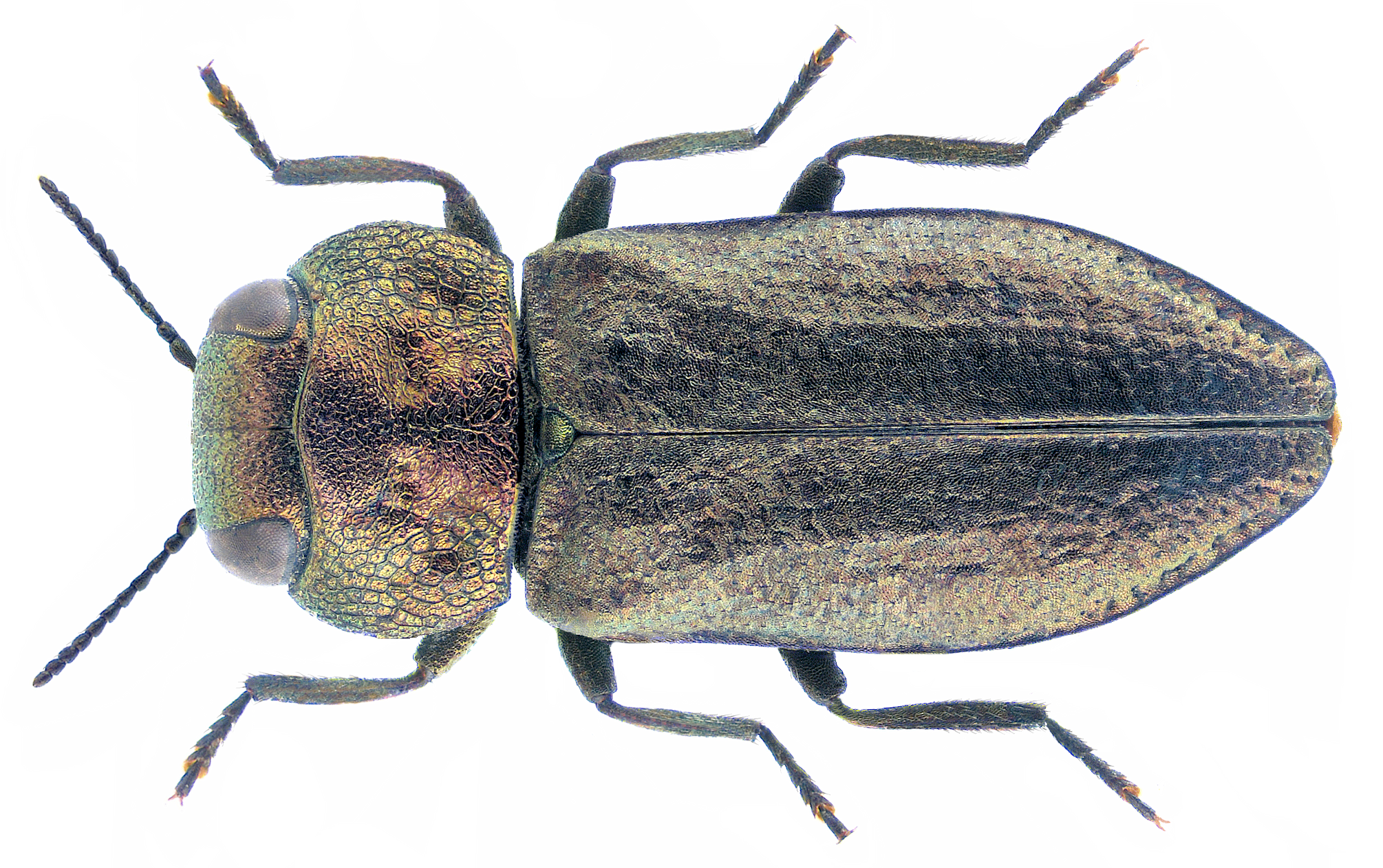
Anthaxia funerula
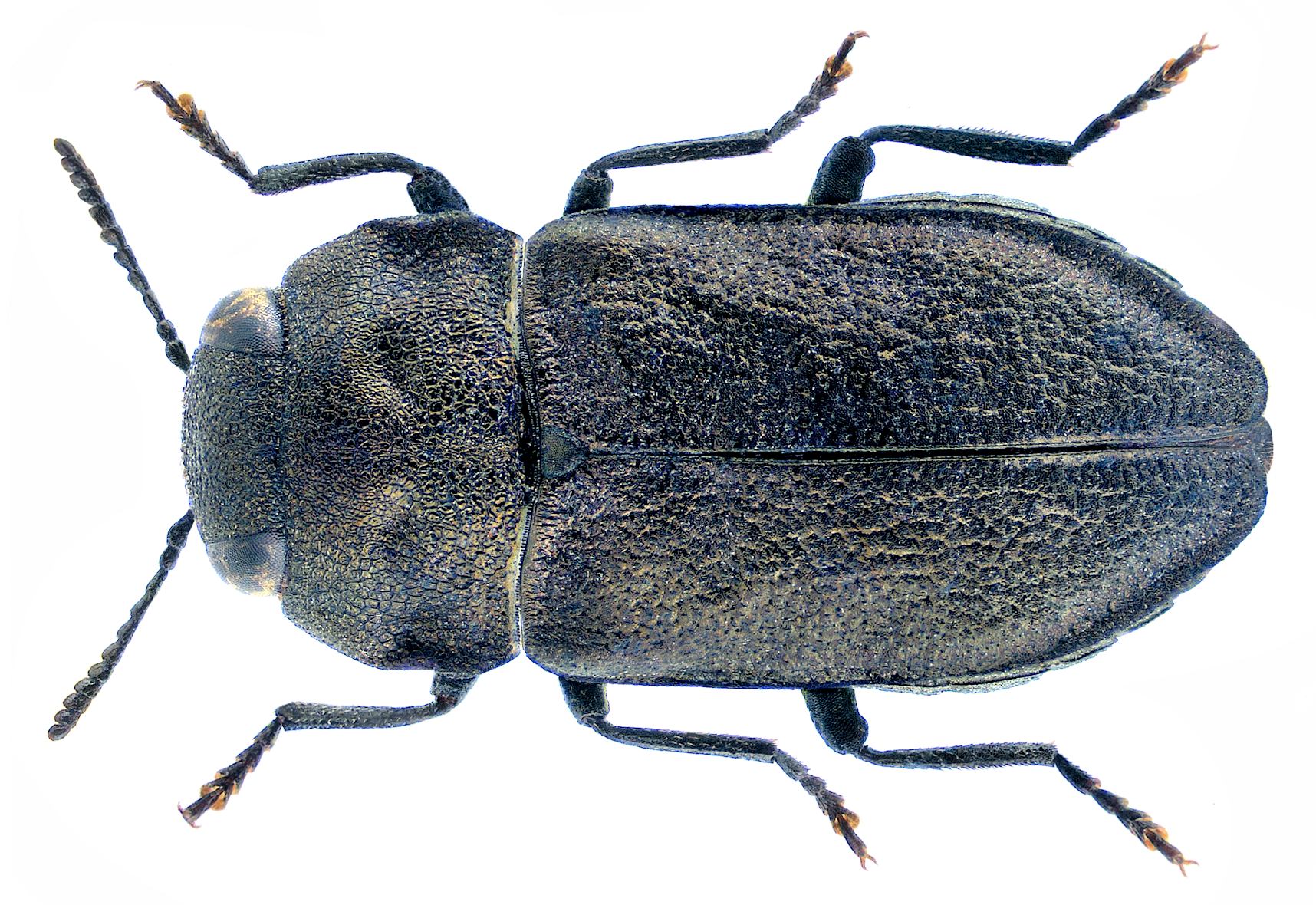
Anthaxia godeti
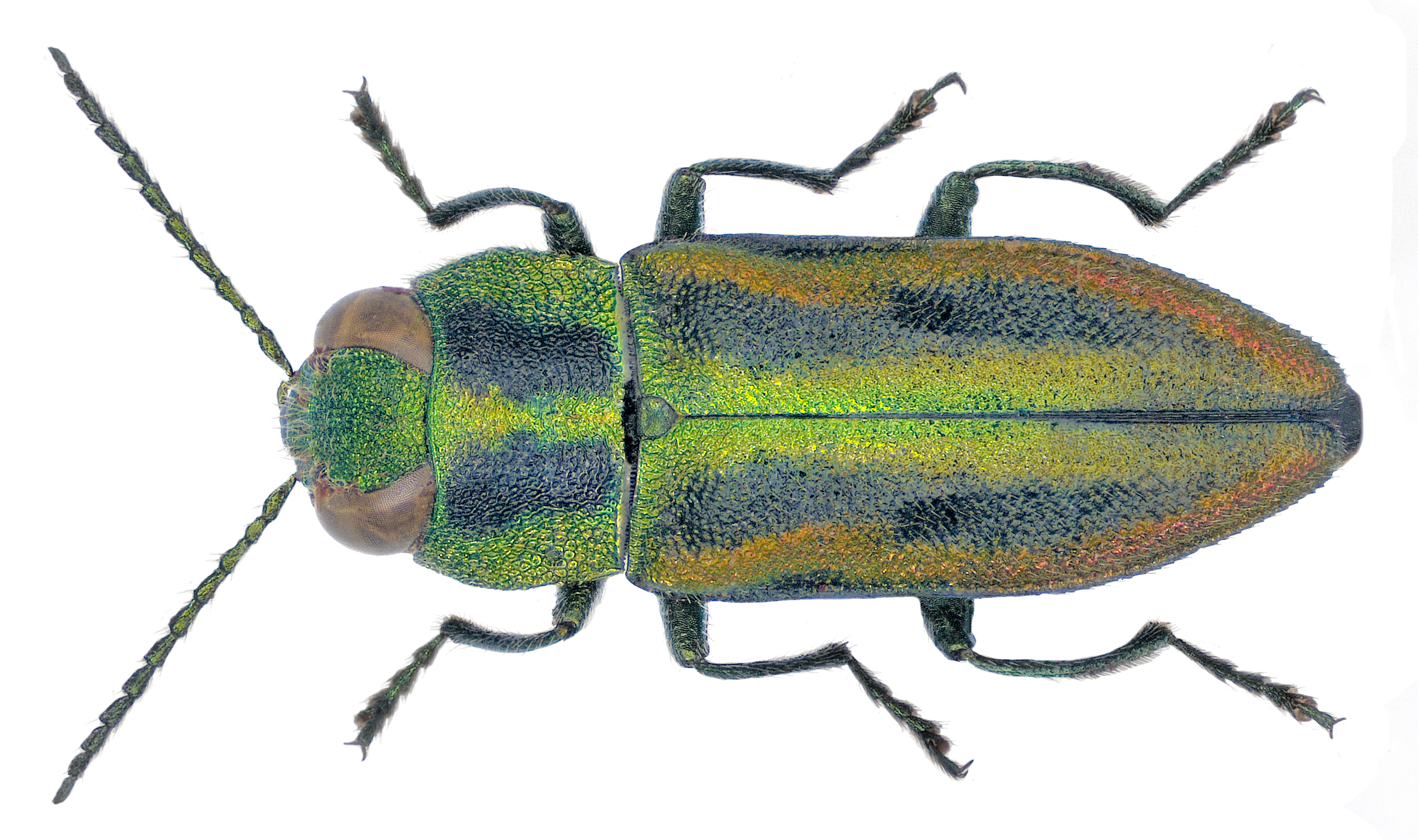
Anthaxia vittula

## Especies
- Anthaxia abdita Bílý, 1982
- Anthaxia abyssinica Théry, 1896
- Anthaxia acaciae Fisher, 1935
- Anthaxia acutangula Motschulsky, 1861
- Anthaxia acutipennis Bílý, 2010
- Anthaxia adenensis Bílý, 1973
- Anthaxia adiyamana Svoboda, 1994
- Anthaxia aenea Gory & Laporte, 1839
- Anthaxia aeneocuprea Kerremans, 1913
- Anthaxia aeneogaster Gory & Laporte, 1839
- Anthaxia aeneopicea Kerremans, 1900
- Anthaxia aenescens Casey, 1884
- Anthaxia aethiopica Bílý, 2020
- Anthaxia affabilis Kerremans, 1913
- Anthaxia africandra Bílý & Kubáň, 2010
- Anthaxia agilis Obenberger, 1958
- Anthaxia akiyamai Bílý, 1989
- Anthaxia aladin Obenberger, 1928
- Anthaxia albovillosa Kerremans, 1913
- Anthaxia alcmaeone Obenberger, 1938
- Anthaxia alfieri Théry, 1929
- Anthaxia altaica Cobos, 1968
- Anthaxia alziari Magnani, 1993
- Anthaxia amasina Daniel, 1903
- Anthaxia amplithorax Kerremans, 1903
- Anthaxia anadyomene Bílý & Kubá, 2004
- Anthaxia analabensis Descarpentries, 1969
- Anthaxia anatolica Chevrolat, 1838
- Anthaxia andreinii Kerremans, 1907
- Anthaxia andrewesi Obenberger, 1922
- Anthaxia androyensis Descarpentries, 1967
- Anthaxia angulaticollis Kurosawa, 1956
- Anthaxia angulinota Bílý, 1984
- Anthaxia angustipennis (Klug, 1829)
- Anthaxia antamponensis Descarpentries, 1969
- Anthaxia antennata Bílý, 2011
- Anthaxia antinoe Cobos, 1953
- Anthaxia antoinei Baudon, 1955
- Anthaxia aprutiana Gerini, 1955
- Anthaxia arakii Kurosawa, 1956
- Anthaxia aresteni Baudon, 1959
- Anthaxia ariadna Bílý, 1982
- Anthaxia armeniaca Obenberger, 1929
- Anthaxia aspera Bílý, 1977
- Anthaxia astoreth Obenberger, 1934
- Anthaxia asumarina Obenberger, 1928
- Anthaxia aterrima Kerremans, 1903
- Anthaxia atomaria Obenberger, 1922
- Anthaxia aureoviridis Svoboda, 1994
- Anthaxia auricollis Kerremans, 1903
- Anthaxia auriventris Ballion, 1871
- Anthaxia aurohumeralis Bílý, 2000
- Anthaxia aurolanata Bílý, 1980
- Anthaxia auroscutellata Obenberger, 1938
- Anthaxia auroviolacea Bílý, 2011
- Anthaxia baconis Thomson, 1879
- Anthaxia badghyzica Bílý, 1991
- Anthaxia baicalensis Obenberger, 1938
- Anthaxia baiocchii Magnani & Izzillo, 1998
- Anthaxia bambisina Obenberger, 1928
- Anthaxia barbieri Descarpentries, 1958
- Anthaxia barri Bílý, 1995
- Anthaxia baudoni Herman, 1966
- Anthaxia baumi Obenberger, 1928
- Anthaxia baumiella Obenberger, 1939
- Anthaxia bedeli Abeille de Perrin, 1893
- Anthaxia beesoni Obenberger, 1928
- Anthaxia beesoniana Gebhardt, 1926
- Anthaxia bekilyensis Descarpentries, 1967
- Anthaxia belalonensis Descarpentries, 1969
- Anthaxia bellamyi Bílý, 2002
- Anthaxia bellissima Bílý, 1990
- Anthaxia beloudjistana Bílý, 1983
- Anthaxia beneckei Förster, 1885
- Anthaxia beninensis Bílý, 2010
- Anthaxia bercedoi Bílý, 2006
- Anthaxia bergrothi Obenberger, 1928
- Anthaxia berytensis Abeille de Perrin, 1895
- Anthaxia bettagi Niehuis, 1983
- Anthaxia bezdeki Oboril, 2006
- Anthaxia bicolor Falderman, 1835
- Anthaxia bicolorata Bílý & Svoboda, 2001
- Anthaxia bilyi Curletti, 1984
- Anthaxia binotata Chevrolat, 1838
- Anthaxia blascoi Murria Beltrán & Murria Beltrán, 2005
- Anthaxia boera Obenberger, 1922
- Anthaxia boettcheri Obenberger, 1928
- Anthaxia boissyi Levey, 1985
- Anthaxia bonvouloirii Abeille de Perrin, 1869
- Anthaxia borneicola Obenberger, 1924
- Anthaxia bosdaghensis Obenberger, 1938
- Anthaxia braunsi Obenberger, 1922
- Anthaxia breviformis Kalashian, 1988
- Anthaxia brevis Gory & Laporte, 1839
- Anthaxia brevissima Bílý, 1990
- Anthaxia brodskyi Bílý, 1982
- Anthaxia brunneicolor Bílý, 1995
- Anthaxia brunneipilis Bílý & Kubáň, 2010
- Anthaxia buettikeri Bílý, 1979
- Anthaxia buschi Assmann, 1870
- Anthaxia cadiformis Bílý, 2010
- Anthaxia caerulea Bílý, 2020
- Anthaxia californica Obenberger, 1914
- Anthaxia callicera Gerstäcker, 1884
- Anthaxia candens (Panzer, 1793)
- Anthaxia candensiformis Novak, 2006
- Anthaxia candiota Obenberger, 1938
- Anthaxia capensis Kerremans, 1903
- Anthaxia capitata Kerremans, 1892
- Anthaxia carbonaria Heyden & Heyden, 1865
- Anthaxia carinivertex Bílý, 2008
- Anthaxia carmelita Abeille de Perrin, 1900
- Anthaxia carmen Obenberger, 1912
- Anthaxia carniolica (Pongrácz, 1935)
- Anthaxia carolinensis Obenberger, 1928
- Anthaxia carya Wellso & Jackman, 2006
- Anthaxia caseyi Obenberger, 1914
- Anthaxia cashmirensis Obenberger, 1938
- Anthaxia castanopsivora Bílý, 1998
- Anthaxia castiliana Obenberger, 1914
- Anthaxia caucasica Abeille de Perrin, 1900
- Anthaxia caudipennis Bílý, 1983
- Anthaxia cavazzutii Bílý, 1980
- Anthaxia ceballosi Escalera, 1931
- Anthaxia cebecci Baiocchi & Magnani, 2018
- Anthaxia cedri Obenberger, 1938
- Anthaxia chaerodrys Szallies, 2001
- Anthaxia chevrieri Gory & Laporte, 1839
- Anthaxia chinensis Kerremans, 1898
- Anthaxia chlorocephala Chevrolat, 1838
- Anthaxia chlorophylla Obenberger, 1928
- Anthaxia cichorii (Olivier, 1790)
- Anthaxia circe Obenberger, 1931
- Anthaxia cleopatra Obenberger, 1913
- Anthaxia clio Bílý, 1989
- Anthaxia cobosi Descarpentries & Mateu, 1965
- Anthaxia coelestis Théry, 1947
- Anthaxia coelicolor Obenberger, 1922
- Anthaxia collaris Kerremans, 1893
- Anthaxia colmanti Kerremans, 1909
- Anthaxia colonialis Obenberger, 1917
- Anthaxia combusta Obenberger, 1922
- Anthaxia confusa Gory, 1841
- Anthaxia congolana Kerremans, 1909
- Anthaxia congregata (Klug, 1829)
- Anthaxia conradti Semenov, 1891
- Anthaxia constricticollis Bílý, 2008
- Anthaxia convexicollis Obenberger, 1938
- Anthaxia coomani Baudon, 1963
- Anthaxia corinthia Reiche & Saulcy, 1856
- Anthaxia corsica Reiche, 1861
- Anthaxia crassa Obenberger, 1922
- Anthaxia crassicollis Heer, 1862
- Anthaxia cratomerella Bílý & Svoboda, 2001
- Anthaxia cratomerina Obenberger, 1922
- Anthaxia croesus Villers, 1789
- Anthaxia crotonivora Bílý, 2006
- Anthaxia cuneiptera Bílý, 1999
- Anthaxia cupressi Bílý, 2005
- Anthaxia cupriola Barr, 1971
- Anthaxia cuprivittis Obenberger, 1928
- Anthaxia curlettii Magnani, 1993
- Anthaxia cyanella Gory, 1841
- Anthaxia cyaneonigra Svoboda, 1995
- Anthaxia cyaneoptera Bílý, 1990
- Anthaxia cyanescens Gory, 1841
- Anthaxia cyanicolor Obenberger, 1941
- Anthaxia cylindrica Abeille de Perrin, 1900
- Anthaxia cymbiformis Bílý, 1990
- Anthaxia cypraea Abeille de Perrin, 1900
- Anthaxia cytheraea Obenberger, 1931
- Anthaxia dahoi Baudon, 1966
- Anthaxia danangensis Bílý, 1991
- Anthaxia dauensis Obenberger, 1924
- Anthaxia dayaka Bílý, 1991
- Anthaxia dechambrei Bílý, 1991
- Anthaxia decorsei Descarpentries, 1967
- Anthaxia delagoana Obenberger, 1917
- Anthaxia deleta Heer, 1865
- Anthaxia denesi Svoboda, 2000
- Anthaxia depressicollis Obenberger, 1922
- Anthaxia depressifrons Bílý, 2006
- Anthaxia deyrollei Bílý, 1998
- Anthaxia diadema (Fischer von Waldheim, 1824)
- Anthaxia dichroa Bílý, 1991
- Anthaxia dilatipes Obenberger, 1928
- Anthaxia dimidiata (Thunberg, 1789)
- Anthaxia discicollis Gory & Laporte, 1839
- Anthaxia dispar Kerremans, 1898
- Anthaxia dives Obenberger, 1914
- Anthaxia doris Heer, 1862
- Anthaxia doukamensis Théry, 1937
- Anthaxia douquetteae Descarpentries, 1969
- Anthaxia drawida Obenberger, 1924
- Anthaxia dundai Bílý, 1992
- Anthaxia durbanensis Obenberger, 1938
- Anthaxia duvivieri Kerremans, 1898
- Anthaxia egena Kerremans, 1913
- Anthaxia egeniformis Bílý & Kubáň, 2010
- Anthaxia eggeri Brandl, 2003
- Anthaxia elaeagni (Richter, 1945)
- Anthaxia elberti Brandl, 1993
- Anthaxia elegantula Obenberger, 1924
- Anthaxia eloumdenica Oboril, 2006
- Anthaxia emarginata Barr, 1971
- Anthaxia embrikstrandella Obenberger, 1936
- Anthaxia emmaae Descarpentries, 1967
- Anthaxia ennediana Descarpentries & Mateu, 1965
- Anthaxia eocenica Bílý, 1996
- Anthaxia ephippiata Redtenbacher, 1850
- Anthaxia episcopalis Théry, 1905
- Anthaxia erato Bílý, 1989
- Anthaxia erichbettagi Svoboda & Niehuis, 2002
- Anthaxia escalerae Obenberger, 1913
- Anthaxia escalerina Obenberger, 1923
- Anthaxia escalerinella Novak, 1988
- Anthaxia espanoli Cobos, 1954
- Anthaxia eudoxia Obenberger, 1931
- Anthaxia eugeniae Ganglbauer, 1885
- Anthaxia eulioxa Obenberger, 1931
- Anthaxia eumede Théry, 1947
- Anthaxia eupoeta Obenberger, 1928
- Anthaxia exasperans Cobos, 1958
- Anthaxia exhumata Wickham, 1913
- Anthaxia expansa LeConte, 1860
- Anthaxia exsul Obenberger, 1914
- Anthaxia facialis Erichson, 1843
- Anthaxia fageli Descarpentries, 1955
- Anthaxia fahraei Obenberger, 1930
- Anthaxia fairmairella Obenberger, 1928
- Anthaxia farah Bílý, 1983
- Anthaxia farinigera Kraatz in Heyden & Kraatz, 1882
- Anthaxia fedtschenkoi Semenov, 1895
- Anthaxia feloi Liberto, 2001
- Anthaxia fernandezi Cobos, 1953
- Anthaxia fesana Bílý, 2006
- Anthaxia fisheri Obenberger, 1928
- Anthaxia flammifrons Semenov, 1891
- Anthaxia flavicomes Abeille de Perrin, 1900
- Anthaxia formosensis Bílý, 1980
- Anthaxia fossicollis Kerremans, 1899
- Anthaxia fossifrons Obenberger, 1928
- Anthaxia fouqueti Bourgoin, 1923
- Anthaxia francescoi Sparacio & Svoboda, 1999
- Anthaxia fritschi Heyden, 1887
- Anthaxia fuksai Obenberger, 1928
- Anthaxia fulgidipennis Lucas, 1846
- Anthaxia fulgurans (Schran, 1789)
- Anthaxia funerula (Illiger, 1803)
- Anthaxia furnissi Barr, 1971
- Anthaxia gabonica Bílý, 2000
- Anthaxia gansuensis Bílý, 1991
- Anthaxia gebhardti Obenberger, 1924
- Anthaxia gedrosiana Bílý, 1983
- Anthaxia geiseltalensis Weidlich, 1987
- Anthaxia genistae Bílý, 2006
- Anthaxia gestroi Théry, 1927
- Anthaxia ghazi Obenberger, 1938
- Anthaxia gianassoi Curletti & Magnani, 1992
- Anthaxia gianfrancoi Bílý, 2000
- Anthaxia glabricollis Bílý, 2010
- Anthaxia glabrifrons Abeille de Perrin, 1900
- Anthaxia godeti Gory & Laporte, 1839
- Anthaxia gongeti Oboril, 2006
- Anthaxia gottwaldi Brandl & Mühle, 2008
- Anthaxia graeca Bílý, 1984
- Anthaxia granatensis Verdugo, 2013
- Anthaxia griseocuprea Kiesenwetter, 1857
- Anthaxia guanche Liberto, 2001
- Anthaxia guizhouensis Bílý, 1996
- Anthaxia gunningi Kerremans, 1911
- Anthaxia gussmannae Bílý, 2002
- Anthaxia hackeri Frivaldszky, 1884
- Anthaxia hardenbergi Obenberger, 1924
- Anthaxia hatayamai Bílý, 1990
- Anthaxia hatchi Barr, 1971
- Anthaxia haupti Bílý, 1995
- Anthaxia hauzeri Kerremans, 1900
- Anthaxia helferi Obenberger, 1928
- Anthaxia helferiana Bílý, 1995
- Anthaxia heliophila Théry, 1911
- Anthaxia helvetica Stierlin, 1868
- Anthaxia hemichrysis Abeille de Perrin, 1893
- Anthaxia hepneri Bílý, 2006
- Anthaxia herbertschmidi Novak, 1992
- Anthaxia heringi Obenberger, 1938
- Anthaxia hesperis Obenberger, 1931
- Anthaxia heydeni Abeille de Perrin, 1893
- Anthaxia heyrovskyi Bílý, 1992
- Anthaxia hilaris Gory, 1841
- Anthaxia hladili Bílý, 1984
- Anthaxia holmi Bílý, 2002
- Anthaxia holoptera Obenberger, 1914
- Anthaxia holubi Obenberger, 1913
- Anthaxia holynskii Bílý, 1990
- Anthaxia hornburgi Bílý, 2008
- Anthaxia hottentotta Obenberger, 1923
- Anthaxia houskai Obenberger, 1946
- Anthaxia hova Théry, 1905
- Anthaxia hozaki Bílý, 1973
- Anthaxia huashanica Bílý, 1993
- Anthaxia hungarica (Scopoli, 1772)
- Anthaxia hurdi Cobos, 1958
- Anthaxia hydropica Théry, 1905
- Anthaxia hyperlasia Obenberger, 1928
- Anthaxia hypomelaena (Illiger, 1803)
- Anthaxia hypsibata Obenberger, 1924
- Anthaxia hypsigenia Obenberger, 1938
- Anthaxia hyrcana Kirsch in Kiesenwetter & Kirsch, 1880
- Anthaxia idae Obenberger, 1938
- Anthaxia ignipennis Abeille de Perrin, 1882
- Anthaxia ikuthana Obenberger, 1928
- Anthaxia iliensis Obenberger, 1914
- Anthaxia imperatrix Obenberger, 1928
- Anthaxia imperfecta LeConte, 1860
- Anthaxia impressifrons Bílý, 1990
- Anthaxia impunctata Abeille de Perrin, 1909
- Anthaxia indicola Théry, 1930
- Anthaxia indigoptera Bílý, 1990
- Anthaxia inornata (Randall, 1838)
- Anthaxia insulaecola Obenberger, 1944
- Anthaxia intermedia Obenberger, 1913
- Anthaxia iranica (Richter, 1949)
- Anthaxia irregularis Abeille de Perrin, 1909
- Anthaxia israelita Abeille de Perrin, 1882
- Anthaxia istriana Rosenhauer, 1847
- Anthaxia iveta Svoboda, 2003
- Anthaxia jakli Bílý, 1996
- Anthaxia javanica Obenberger, 1924
- Anthaxia jenisi Bílý, 1006
- Anthaxia jordanensis Bílý, 1984
- Anthaxia juliae Liberto, 1996
- Anthaxia kabateki Bílý, 2006
- Anthaxia kabyliana Obenberger, 1914
- Anthaxia kalalae Baiocchi & Magnani, 2011
- Anthaxia kantneri Svoboda, 2000
- Anthaxia karati Obo il & Bílý, 2003
- Anthaxia karsanthiana Pic, 1917
- Anthaxia kaszabi Cobos, 1966
- Anthaxia katangae Obenberger, 1924
- Anthaxia kedahae Fisher, 1933
- Anthaxia keiseri Descarpentries, 1967
- Anthaxia keniae Théry, 1941
- Anthaxia kerremansiella Bílý, 1995
- Anthaxia kervillei Théry, 1939
- Anthaxia kheiliana Obenberger, 1931
- Anthaxia kiesenwetteri Marseul, 1865
- Anthaxia klessi Niehuis, 1991
- Anthaxia kneuckeri Obenberger, 1920
- Anthaxia knulli Obenberger, 1928
- Anthaxia kochi Obenberger, 1938
- Anthaxia kollari Marseul, 1865
- Anthaxia kondleri Svoboda, 1999
- Anthaxia kreuzbergi Richter, 1944
- Anthaxia krueperi Ganglbauer, 1885
- Anthaxia kryzhanovskii (Alexeev, 1978)
- Anthaxia kubani Bílý, 1986
- Anthaxia kucerai Bílý & Svoboda, 2001
- Anthaxia kurdistana Obenberger, 1912
- Anthaxia kurosawai Bílý, 1989
- Anthaxia lameyi Théry, 1911
- Anthaxia lameyiformis Bílý, 1991
- Anthaxia laotica Baudon, 1966
- Anthaxia laticeps Abeille de Perrin, 1900
- Anthaxia laticollis Bílý & Kubáň, 2009
- Anthaxia lauta Alexeev, 1964
- Anthaxia lecerfi Théry, 1930
- Anthaxia leechi Cobos, 1958
- Anthaxia lencinai Arnáiz & Bercedo, 2003
- Anthaxia lewisi Bílý, 1990
- Anthaxia lgockii Obenberger, 1917
- Anthaxia liae Gobbi, 1983
- Anthaxia libenae Oboril, 2006
- Anthaxia lightfooti Obenberger, 1928
- Anthaxia limpopoensis Obenberger, 1928
- Anthaxia liuchangloi Obenberger, 1958
- Anthaxia longipes Bílý & Kubáň, 2009
- Anthaxia longipilis Bílý, 1998
- Anthaxia lubopetra Bílý, 1995
- Anthaxia lucens Küster, 1852
- Anthaxia lucia Bílý, 2006
- Anthaxia luctuosa Lucas, 1846
- Anthaxia ludovicae Abeille de Perrin, 1900
- Anthaxia lukesi Obenberger, 1931
- Anthaxia lukjanovitshi Richter, 1949
- Anthaxia lusitanica Obenberger, 1943
- Anthaxia lyciae Magnani, 1996
- Anthaxia machadoi Descarpentries, 1960
- Anthaxia maculipennis (Haupt, 1956)
- Anthaxia magnanii Baiocchi, 2011[3]
- Anthaxia magnifica Bílý, 1983
- Anthaxia magnifrons Abeille de Perrin, 1907
- Anthaxia majzlani Bílý, 1991
- Anthaxia malachitica Abeille de Perrin, 1893
- Anthaxia malayana Bílý, 1990
- Anthaxia malickyi Obenberger, 1925
- Anthaxia mamaj Pliginski, 1924
- Anthaxia mamorensis Théry, 1930
- Anthaxia manca (Linnaeus, 1767)
- Anthaxia mancatula Abeille de Perrin, 1900
- Anthaxia mannaea Baiocchi, 2011[3]
- Anthaxia maracaensis Théry, 1930
- Anthaxia marani Obenberger, 1938
- Anthaxia margarita Bílý, 1995
- Anthaxia marginata (Thunberg, 1787)
- Anthaxia marginifera Abeille de Perrin, 1907
- Anthaxia margotana Novak, 1983
- Anthaxia marmottani Bristout de Barneville, 1883
- Anthaxia marshalli Stebbing, 1914
- Anthaxia martinhauseri Niehuis, 1996
- Anthaxia masculina Bílý, 1984
- Anthaxia mashuna Obenberger, 1931
- Anthaxia maximiliani Brechtel, 2000
- Anthaxia meda Baiocchi, 2011[3]
- Anthaxia medvedevi Alexeev, 1975
- Anthaxia medvedevorum (Alexeev, 1978)
- Anthaxia mehli Bílý, 1990
- Anthaxia meiseri Novak & Bílý, 1991
- Anthaxia melancholica Gory, 1841
- Anthaxia melanosoma Bílý, 2000
- Anthaxia mendizabali Cobos, 1965
- Anthaxia meregallii Curletti & Magnani, 1985
- Anthaxia meronica Bílý, 1995
- Anthaxia micantula Obenberger, 1924
- Anthaxia midas Kiesenwetter, 1857
- Anthaxia mikesai Novak & Bílý, 1991
- Anthaxia millefolieta Svoboda in Kubá & Svoboda, 2006
- Anthaxia millefolii (Fabricius, 1801)
- Anthaxia mindanaoensis Fisher, 1922
- Anthaxia mirabilis Zhicharev, 1918
- Anthaxia miranda Deyrolle, 1864
- Anthaxia miribella Obenberger, 1938
- Anthaxia mogadorica Bílý, 2006
- Anthaxia moira Obenberger, 1931
- Anthaxia moises Obenberger, 1921
- Anthaxia mokrzeckii Obenberger, 1927
- Anthaxia monardi Théry, 1947
- Anthaxia monbasica Théry, 1930
- Anthaxia montana Kerremans, 1908
- Anthaxia montivaga Bílý, 1984
- Anthaxia morgani Théry, 1925
- Anthaxia morio (Fabricius, 1793)
- Anthaxia morosa Kerremans, 1892
- Anthaxia morula Théry, 1947
- Anthaxia moya Chûjô, 1970
- Anthaxia muehlei Niehuis, 1983
- Anthaxia muliebris Obenberger, 1918
- Anthaxia multichroa Bílý, 1990
- Anthaxia mundula Kiesenwetter, 1857
- Anthaxia myrmidon Abeille de Perrin, 1891
- Anthaxia mysteriosa Obenberger, 1917
- Anthaxia nairobiensis Théry, 1941
- Anthaxia nanissima Alexeev, 1964
- Anthaxia nanula Casey, 1884
- Anthaxia naviauxi Bílý, 1995
- Anthaxia navicularis Bílý, 1991
- Anthaxia negrei Cobos, 1953
- Anthaxia neocuris (Fairmaire, 1901)
- Anthaxia neofunerula Obenberger, 1942
- Anthaxia nevadensis Obenberger, 1928
- Anthaxia nickerli Obenberger, 1923
- Anthaxia niehuisi Brandl, 1987
- Anthaxia nigella Obenberger, 1928
- Anthaxia nigricollis Abeille de Perrin, 1904
- Anthaxia nigricornis Kerremans, 1898
- Anthaxia nigritorum Kerremans, 1898
- Anthaxia nigritula (Ratzeburg, 1837)
- Anthaxia nigrojubata Roubal, 1913
- Anthaxia nitidiventris Fairmaire, 1901
- Anthaxia nitidula (Linnaeus, 1758)
- Anthaxia nitiduliformis Bílý, 1995
- Anthaxia nixa Obenberger, 1931
- Anthaxia njega Obenberger, 1922
- Anthaxia nodifrons Théry, 1949
- Anthaxia notabilis Obenberger, 1941
- Anthaxia novickii Obenberger, 1938
- Anthaxia nuda Bílý, 1990
- Anthaxia nupta Kiesenwetter, 1857
- Anthaxia nyassica Obst, 1903
- Anthaxia nyssa Obenberger, 1931
- Anthaxia obesa Abeille de Perrin, 1900
- Anthaxia obesula Obenberger, 1924
- Anthaxia obliquepilosa Obenberger, 1924
- Anthaxia oborili Bílý, 2006
- Anthaxia obscurans Obenberger, 1922
- Anthaxia obtectans Kerremans, 1909
- Anthaxia occidentalis Bílý, 2020
- Anthaxia occipitalis Deyrolle, 1864
- Anthaxia olifanti Obenberger, 1939
- Anthaxia olivieri Gory & Laporte, 1839
- Anthaxia olympica Kiesenwetter, 1880
- Anthaxia oneili Obenberger, 1931
- Anthaxia onilahyiana Bílý, 2011
- Anthaxia ononidis Sánchez & Tolosa, 2006
- Anthaxia ophthalmica Bílý, 1990
- Anthaxia oreas Peyerimhoff, 1919
- Anthaxia oregonensis Obenberger, 1942
- Anthaxia ornatifrons Obenberger, 1928
- Anthaxia osmastoni Stebbing, 1911
- Anthaxia ovaciki Novak, 1994
- Anthaxia pacata Kerremans, 1913
- Anthaxia palaestinensis Obenberger, 1946
- Anthaxia palawanensis Bílý & Kubán, 2012
- Anthaxia pallas Cobos, 1967
- Anthaxia pallida Heer, 1862
- Anthaxia paphia Novak & Makris, 2002
- Anthaxia paradoxa (Bílý, 1990)
- Anthaxia parallela Gory & Laporte, 1839
- Anthaxia parapleuralis Obenberger, 1929
- Anthaxia pardoi Cobos, 1966
- Anthaxia parvula Baiocchi & Magnani, 2007
- Anthaxia passerinii (Pecchioli, 1837)
- Anthaxia patrizii Théry, 1938
- Anthaxia patsyae Baiocchi, 2008
- Anthaxia pauliani Descarpentries, 1967
- Anthaxia pecani Théry, 1938
- Anthaxia pengi Bílý, 1990
- Anthaxia peninsularis Bílý, 1990
- Anthaxia pennsylvanica Obenberger, 1914
- Anthaxia peratra Obenberger, 1928
- Anthaxia permisa Abeille de Perrin, 1904
- Anthaxia perrieri (Fairmaire, 1900)
- Anthaxia perrini Obenberger, 1918
- Anthaxia persuperba Obenberger, 1912
- Anthaxia peyrierasi Descarpentries, 1967
- Anthaxia philippinensis Bílý & Kubán, 2012
- Anthaxia phyllanthi Obenberger, 1956
- Anthaxia pienaarica Obenberger, 1928
- Anthaxia pilifrons Kerremans, 1898
- Anthaxia pinda Bílý & Baiocchi, 2009
- Anthaxia pinguis Kiesenwetter, 1880
- Anthaxia platysoma Abeille de Perrin, 1891
- Anthaxia plaviscikovi Obenberger, 1935
- Anthaxia pleuralis Fairmaire, 1883
- Anthaxia plicata Kiesenwetter, 1859
- Anthaxia pochoni Herman, 1969
- Anthaxia podolica Mannerheim, 1837
- Anthaxia porella Barr, 1974
- Anthaxia potanini Ganglbauer, 1890
- Anthaxia praecellens Kerremans, 1909
- Anthaxia praeclara Mannerheim, 1837
- Anthaxia prasina Horn, 1882
- Anthaxia prepsli Bílý, 1995
- Anthaxia primaeva Heer, 1865
- Anthaxia proteiformis Bílý, 1993
- Anthaxia proteus Saunders, 1873
- Anthaxia protractipennis Obenberger, 1914
- Anthaxia protractula Obenberger, 1931
- Anthaxia pseudocongregata Descarpentries & Bruneau de Miré, 1963
- Anthaxia pseudofunerula Bílý, 2006
- Anthaxia pseudogenistae Bílý, 2006
- Anthaxia pseudohilaris Obenberger, 1939
- Anthaxia pseudonitidula Svoboda in Kubán & Svoboda, 2006
- Anthaxia psittacina Heyden, 1887
- Anthaxia puchneri Bílý & Sakalian, 2014
- Anthaxia puella Bílý, 1980
- Anthaxia pulex Abeille de Perrin, 1893
- Anthaxia pumila (Klug, 1829)
- Anthaxia punctifera (Haupt, 1956)
- Anthaxia punjabensis Obenberger, 1928
- Anthaxia purpureifrons Bílý, 2010
- Anthaxia pygaera Obenberger, 1931
- Anthaxia pyropyga Bílý, 1998
- Anthaxia pyrosoma Bílý, 1006
- Anthaxia quadrifoveolata Solsky, 1871
- Anthaxia quadrimaculata (Haupt, 1956)
- Anthaxia quadripunctata (Linnaeus, 1758)
- Anthaxia quercata (Fabricius, 1801)
- Anthaxia quercicola Wellso, 1974
- Anthaxia raharizoninai Descarpentries, 1967
- Anthaxia reitteri Obenberger, 1913
- Anthaxia retamae Bílý, 1995
- Anthaxia reticollis Quedenfeldt, 1886
- Anthaxia reticulata Motschulsky, 1859
- Anthaxia retifer LeConte, 1860
- Anthaxia richteri Stepanov, 1953
- Anthaxia ringenbachi Baiocchi, 2004
- Anthaxia robusticornis Bílý, 1990
- Anthaxia rondoni Baudon, 1962
- Anthaxia rossica Daniel, 1903
- Anthaxia rothkirchi Obenberger, 1922
- Anthaxia roxana Bílý, 1983
- Anthaxia rubididorsa (Haupt, 1956)
- Anthaxia rubifrons Kerremans, 1914
- Anthaxia rubrocyanea Novak, 2008
- Anthaxia rubromarginata Miwa & Chûjô, 1935
- Anthaxia rudebecki Descarpentries, 1970
- Anthaxia rudis Kerremans, 1893
- Anthaxia rugicollis Lucas, 1846
- Anthaxia rungsi Baudon, 1958
- Anthaxia ruth Bílý & Kubáň, 2010
- Anthaxia rutilipennis Abeille de Perrin, 1891
- Anthaxia sagartiana Baiocchi & Magnani, 2011
- Anthaxia sahelica Descarpentries & Bruneau de Miré, 1963
- Anthaxia salicis (Fabricius, 1776)
- Anthaxia samai Curletti & Magnani, 1992
- Anthaxia sarawackensis Deyrolle, 1864
- Anthaxia scabra Théry, 1905
- Anthaxia schah Abeille de Perrin, 1904
- Anthaxia schoenmanni Novak, 1984
- Anthaxia schroederiana Bílý, 1997
- Anthaxia scorzonerae (Frivaldszky, 1838)
- Anthaxia sculptipennis Obenberger, 1924
- Anthaxia sculpturata Barr, 1971
- Anthaxia scurra Bílý & Brodsky, 1982
- Anthaxia scutellaris (Géné, 1839)
- Anthaxia sedilloti Abeille de Perrin, 1893
- Anthaxia segurensis Obenberger, 1924
- Anthaxia semicuprea Küster, 1852
- Anthaxia semiramis Obenberger, 1913
- Anthaxia senicula (Schran, 1789)
- Anthaxia senilis Wollaston, 1864
- Anthaxia sepulchralis (Fabricius, 1801)
- Anthaxia sepulchraloides Cobos, 1962
- Anthaxia serena Daniel, 1903
- Anthaxia serripennis Obenberger, 1936
- Anthaxia setipennis Obenberger, 1928
- Anthaxia sexualis Obenberger, 1928
- Anthaxia seyrigi Descarpentries, 1967
- Anthaxia shirasensis Obenberger, 1940
- Anthaxia siamensis Bílý, 2005
- Anthaxia sicardi Descarpentries, 1967
- Anthaxia sichuanica Bílý, 1993
- Anthaxia signaticollis (Krynicki, 1832)
- Anthaxia simandli Baiocchi, 2013[4]
- Anthaxia simiola Casey, 1884
- Anthaxia simonae Verdugo, Niehuis & Gómez de Dios, 2017
- Anthaxia sinica Bílý, 1994
- Anthaxia sjoestedti Kerremans, 1908
- Anthaxia smaragdiceps Théry, 1941
- Anthaxia smaragdula Gebhardt, 1928
- Anthaxia socotrensis Bílý, 1984
- Anthaxia sordidata Gestro, 1895
- Anthaxia sphenoptera Bílý & Kubáň, 2010
- Anthaxia spinolae Gory & Laporte, 1839
- Anthaxia spinosa Abeille de Perrin, 1900
- Anthaxia splendida Chevrolat, 1838
- Anthaxia sponsa Kiesenwetter, 1857
- Anthaxia stateira Bílý, 1983
- Anthaxia stepanovi Richter, 1949
- Anthaxia sternalis Abeille de Perrin, 1895
- Anthaxia stevensoni Théry, 1932
- Anthaxia strigata LeConte, 1859
- Anthaxia sturanyii Obenberger, 1914
- Anthaxia suaveola Obenberger, 1924
- Anthaxia subprasina Cobos, 1958
- Anthaxia subviolacea Kerremans, 1898
- Anthaxia succinicola Descarpentries, 1967
- Anthaxia sudana Obenberger, 1928
- Anthaxia sulcicollis Obenberger, 1928
- Anthaxia superba Abeille de Perrin, 1900
- Anthaxia suzannae Théry, 1942
- Anthaxia svobodai Bílý, 2005
- Anthaxia syrdarjensis Obenberger, 1934
- Anthaxia syriaca Bílý & Kubá, 2004
- Anthaxia tacita Kerremans, 1913
- Anthaxia taiwanensis Bílý, 1989
- Anthaxia tamdaoensis Bílý, 1998
- Anthaxia tanjorensis Obenberger, 1938
- Anthaxia tanzanica Bílý & Kubáň, 2010
- Anthaxia tarsalis Barr, 1971
- Anthaxia tauricola Magnani, 2002
- Anthaxia tazaotana Cobos, 1956
- Anthaxia teirone Obenberger, 1931
- Anthaxia teloukatiae Descarpentries & Bruneau de Miré, 1963
- Anthaxia tenella Kiesenwetter, 1858
- Anthaxia tenuicula Boheman, 1860
- Anthaxia thailandica Bílý, 1990
- Anthaxia thalassophila Abeille de Perrin, 1900
- Anthaxia theryana Bílý, 1995
- Anthaxia thessalica Brandl, 1981
- Anthaxia thunbergi Gory & Laporte, 1839
- Anthaxia tianshanica Bílý, 1984
- Anthaxia tibetana Bílý, 2003
- Anthaxia togata Abeille de Perrin, 1882
- Anthaxia togataeformis Novak, 2001
- Anthaxia tomyris Obenberger, 1913
- Anthaxia tonkinea Baudon, 1960
- Anthaxia toyamai Bílý, 1989
- Anthaxia tractata Abeille de Perrin, 1901
- Anthaxia tragacanthi Iablokoff-Khnzorian, 1957
- Anthaxia transvalensis Obenberger, 1922
- Anthaxia triangularis Gory, 1841
- Anthaxia tricolor Kerremans, 1912
- Anthaxia trivalis Gory, 1841
- Anthaxia truncata Abeille de Perrin, 1900
- Anthaxia tuerki Ganglbauer, 1886
- Anthaxia turana Obenberger, 1914
- Anthaxia turcica Svoboda, 1994
- Anthaxia turcomanica Obenberger, 1937
- Anthaxia turkestanica Obenberger, 1912
- Anthaxia turnai Bílý & Svoboda, 2001
- Anthaxia turneri Obenberger, 1931
- Anthaxia ulmi Bílý, 2005
- Anthaxia umbellatarum (Fabricius, 1787)
- Anthaxia ursulae Niehuis, 1989
- Anthaxia vadoni Descarpentries, 1967
- Anthaxia vansoni Théry, 1955
- Anthaxia vejdovskyi Obenberger, 1914
- Anthaxia ventricosa Théry, 1905
- Anthaxia verdugoi Bílý, 2006
- Anthaxia vientianei Baudon, 1960
- Anthaxia vietnamica Bílý, 1998
- Anthaxia villiersi Baudon, 1959
- Anthaxia violacea Bílý, 1977
- Anthaxia violaceiceps Obenberger, 1922
- Anthaxia violaceiventris Deyrolle, 1864
- Anthaxia virescens Kerremans, 1893
- Anthaxia viridicornis (Say, 1823)
- Anthaxia viridicyanea Weidlich, 1987
- Anthaxia viridifrons Gory, 1841
- Anthaxia vittipennis Kerremans, 1909
- Anthaxia vittula Kiesenwetter, 1857
- Anthaxia vladivostokana Obenberger, 1938
- Anthaxia volkovitshi Bílý, 1979
- Anthaxia wallowae Obenberger, 1942
- Anthaxia weidlichi Bílý, 1996
- Anthaxia wethloi Obenberger, 1940
- Anthaxia weyersi Kerremans, 1900
- Anthaxia winkleri Obenberger, 1914
- Anthaxia wittmeri Bílý, 1979
- Anthaxia xiahensis Bílý, 1995
- Anthaxia yunnana Bílý, 1990
- Anthaxia zanzibarica Kerremans, 1898
- Anthaxia zarazagai Arnáiz & Bercedo, 2003